# Кусов, Владимир Святославович
Владимир Святославович Кусов (27 апреля 1935, Москва — 2 февраля 2009, там же) — советский и российский историк-картограф, исследователь старинных русских чертежей, положивший начало многим научным направлениям в истории картографии. Доктор географических наук, профессор Географического факультета МГУ им. М. В. Ломоносова.

## Биография
1958 — окончил аэрофотогеодезический факультет Московского института инженеров геодезии, аэрофотосъёмки и картографии (МИИГАиК). Специальность: инженер-аэрофотогеодезист.
Много лет трудился на полевых геодезических работах в составе экспедиций Государственной картографо-геодезической службы (ГУГК СССР); выполнял измерения с теодолитом и нивелиром.
География полевых работ В. С. Кусова охватывала всю страну — от берегов Немана до Камчатки, от Ямала до берегов Зеравшана.
В дальнейшем на географическом факультете МГУ читал курсы: «Геодезия и основы аэрометодов», «Топография», «Основы геодезии и космоаэросъемки», «Памятники отечественной картографии», вёл лабораторные занятия по читаемым курсам, руководил полевыми учебными практиками.
2 февраля 2009 года В. С. Кусов скоропостижно скончался от сердечного приступа. Прощание состоялось 8 февраля в митинском крематории, после чего он был похоронен на Химкинском кладбище в семейной могиле (уч. 23), рядом с отцом и другими близкими родственниками.

## Научная деятельность
- 1961 — опубликованы первые научные статьи, а также начата просветительская деятельность в массовых изданиях.
- 1970 — кандидат технических наук: «Разработка и исследование некоторых приборов барометрического нивелирования» (МИИГАИК).
- 1974 — доцент.
- 1979 — доцент кафедры картографии и геоинформатики Географического факультета МГУ.
- 1996 — доктор географических наук: « Русский географический чертеж XVI—XVII вв.: закономерности развития начального этапа отечественной картографии» (МГУ).
- 1997 — профессор кафедры картографии и геоинформатики Географического факультета МГУ.

### Научные труды

#### Монографии. Учебные пособия
В. С. Кусов — автор более 200 публикаций, являлся крупнейшим специалистом по исторической географии и истории картографии.
- Карту создают первопроходцы / В. С. Кусов; Рецензент: д-р геогр. наук Л. С. Хренов (МИИТ). — М.: Недра, 1983. — 72 с. — 90 000 экз. (обл.)
- Кусов В. С. Учебная практика по геодезии : метод. пособие для студентов I курса фак. почвоведения / Моск. гос. ун-т им. М. В. Ломоносова. Фак. почвоведения. — М.: Изд-во Моск. ун-та, 1988.
- Картографическое искусство Русского государства / В. С. Кусов. — М.: Недра, 1989. — 97 с. — 36 500 экз. — ISBN 5-247-00039-0. (обл.)
- Чертежи Земли Русской XVI—XVII вв.: Каталог-справочник[4]. — М.: ИИА Русский мир, 1993. — 380 с. Тираж 1 000 экз. ISBN 5-85-810-009-0 (в пер.)
- Геодезия и основы аэрометодов: метод. пособие. — М., Изд-во Моск. ун-та, 1995. 160 с. 300 экз. — ISBN 5-211-03427-9.
- Земли современной Москвы при государях Иоанне и Петре. Карта масштаба 1:100 тыс., текст 16 с. — М., ПКО «Картография», 1998.
- История познания земель Российских: Книга для учителя. — М., Просвещение, 2002. 232 с.
- Памятники отечественной картографии: Учебное пособие. — М., Изд-во МГУ, 2003. 148 с. — ISBN 5-211-04860-1.
- Московский государственный университет геодезии и картографии. История создания и развития: 1779—2004. — М., Русская история, 2004. 360 с. 1.000 экз. — ISBN 5-87126-018-7.
- Земли Московской губернии в XVIII веке: Карты уездов. Описания землевладений. — М., Изд. дом «Московия», 2004. — ISBN 5-7151-0081-X.
- Менделеев Д. И. К познанию России. (Факсимильное воспроизведение издания 1906 года) / Обработка данных переписи 2002 года, составление карты, послесловие В. С. Кусова. — М., Московия, 2006. 304 с.
- Топография: метод. пособие. — М., Географический факультет МГУ, 2006. 180 с. 450 экз. — ISBN 5-89575-109-1.
- Памятники отечественной картографии и земли Подмосковья: Участникам и гостям XXIII Международной картографической конференции. Москва, 4—10 августа 2007 г. / А. С. Кигим, В. С. Кусов. — М., 2007. [Содержит карту станов и волостей Московской губернии 1770 г.]  (недоступная ссылка)
- Московское государство XVI — начала XVIII века: Сводный каталог русских географических чертежей / В. С. Кусов. — М.: Русскій міръ, 2007. — 704 с. — 3000 экз. — ISBN 978-5-89577-094-8. (в пер.)
- Земли Большой Москвы: Картографические произведения XVII—XVIII столетий / В. С. Кусов. — М.: Русскій міръ, 2008. — 224 с. — (Большая Московская библиотека). — 1000 экз. — ISBN 978-5-89577-079-5. (в пер., суперобл.)
- Основы геодезии, картографии и космоаэросъёмки: Учебное пособие / В. С. Кусов. — М.: Академия, 2009. — 256 с. — (Высшее профессиональное образование: Естественные науки). — 2000 экз. — ISBN 978-5-7695-5167-3. (в пер.)
- Измерение Земли: История геодезических инструментов / В. С. Кусов. — М.: Дизайн. Информация. Картография, 2009. — 256 с. — 1000 экз. — ISBN 978-5-287-00659-4. (в пер.)
- Основы геодезии, картографии и космоаэросъёмки: Учебник / В. С. Кусов. — Изд. 2-е. — М.: Академия, 2012. — 256 с. — (Высшее профессиональное образование: Бакалавриат: Естественные науки). — 1000 экз. — ISBN 978-5-7695-9047-4. (в пер.)

#### Статьи
1972
- Дедушка русской аэросъёмки // Юный техник, 1972, № 10.

1974
- Первый речной атлас // Геодезия и картография, 1974, № 10. С. 68—69.

1976
- Чертёж досматривания лесов 1700 года // Изв. вузов. Геодезия и аэрофотосъёмка, 1976. № 1. С. 115—120.
- Найдена новая роспись русским чертежам // Изв. вузов. Геодезия и аэрофотосъёмка, 1976. № 3. С. 121—123.

1978
- Использовалась ли измерительная техника для русских чертежей допетровского времени? // Вестник Моск. ун-та. География, 1978. № 6. С. 43—48.
- Картографические труды Ортелия: (К 450-летию со дня рождения) // Известия ВГО, 1978, вып. 6. С. 513—520.

1980
- Был ли русский чертёж картой? // Природа, 1980, № 8. С. 50—56.
- Древнейший отечественный чертёж Владимира с окрестностями // Призыв, Владимир, 1980, № 248. С. 4.
- О русских картографических изображениях XVI века // Использование старых карт в географических и исторических исследованиях. — М., 1980. С. 113—121.
- Собрание древнерусских чертежей земель // Геодезия и картография, 1980, № 8. С. 59—61.

1982
- Астрономические наблюдения в Селенгинске [в 1761 г.] // Правда Бурятии, 1982, 23 окт. № 258

1983
- Русский географический чертёж XVII в. (Итоги выявления) // Вестник Моск. ун-та. География, 1983. № 1. С. 60—67.

1984
- Картограф и издатель А. А. Ильин // Геодезия и картография, 1984, № 12.

1985
- Русский географический чертёж XVII в.: топографо-топонимический анализ // Вестник Моск. ун-та. География, 1985. № 4. С. 36—45.
- Старинные чертежи Москвы // Природа, 1985, № 2. С. 124—128.
- Топонимия Москвы на русских чертежах XVII века // Вопросы географии, 1985, сб. 126. Географические названия в Москве. С. 138—148.

1987
- Где была Поклонная гора? // Природа, 1987, № 11. С. 74—81.

1988
- О картографическом наследии В. Н. Татищева // Геодезия и картография, 1988, № 9. С. 38—41.
- Карта Москвы XVII века А. В. Чаянова // Архитектура и строительство Москвы, 1988. № 9. С. 28—30.

1989
- Неоконченные работы М. В. Ломоносова по картографированию России // Вестник Моск. ун-та. География, 1989. № 1. С. 37—44.

1990
- К вопросу о достоверности писцовых книг. Точность измерения земель при межевании в XVII веке // История СССР, 1990, № 4. С. 123—128.
- О составлении каталога русских географических чертежей XVI—XVII вв. // Археографический ежегодник за 1989 год. — М., 1990. С. 65—71.

1992
- История аэрофотосъёмки в фотографиях: славянский вклад // Изв. вузов. Геодезия и аэрофотосъёмка, 1992, № 6. С. 99—107.
- Разработка и составление ретроспективной карты Подмосковья // История сёл и деревень Подмосковья XIV—XX вв. Вып.1. — М.: Энциклопедия российских деревень, 1992. С. 36—38.

1993
- Качество карт межеваний и возможности их использования для ретроспективного картографирования // Вестник Моск. ун-та. География, 1993. № 1. С. 66—76.
- Карта Звенигородского уезда по планам Генерального межевания // История сёл и деревень Подмосковья XIV—XX вв. Вып.3. — М.: Энциклопедия российских деревень, 1993. С. 51—53.

1994
- Первая карта Московской губернии // Памятники Отечества, 1994, № 31 (1-2): Подмосковье. С. 94—96.

1995
- Когда был создан первый отечественный атлас? // География, 1995, № 46. С. 8.

1996
- Самый высокий Московский холм // Московский журнал, 1996, № 3. С. 12—14.

1997
- Два забытых чертежа московских земель // Природа, 1997, № 9. С. 24—28.
- Три новых русских чертежа московских земель XVII века // Археографический ежегодник за 1997 год. — М., 1997. С. 120—127.
- Сетунский стан Замосковного края // Московский журнал, 1997, № 2. С. 36—37.
- Самый древний чертёж Московской земли. (Находка архивиста) // Памятники Отечества, 1997, № 37 (1): Возрождённые святыни Москвы. С. 74—75.  (недоступная ссылка)

1998
- Картографические изображения Москвы: история их накопления и каталогизации // Москва на старых картах (XVI—первая половина XX в.). Каталог планов Москвы. — М., РГБ, 1998. 140 с. 1.000 экз. С. 5—22. — ISBN 5-7510-0160-5.

1999
- «Наименовал я сей прекрасный остров Островом графа Румянцева»: [Биография: Румянцев и география, снаряжение им научных экспедиций] // Русская культура без границ, 1999, № 1. С. 74—79, ил.  (недоступная ссылка)

2000
- Имя Николая Петровича Румянцева на картах Земли и его картографическое собрание // Записки отдела рукописей (РГБ). Вып. 51. — М., 2000. С. 350—355.
- Географические карты А. С. Пушкина: [Об использовании географических карт А. С. Пушкиным] // Живописная Россия, 2000, № 3. С. 32—34, портр., карт. — (Землепроходцы).  (недоступная ссылка)
- Нивелирная марка 1877 года. (О необходимости постановки нивелирных марок на госохрану) // Московский журнал, 2000, № 2. С. 55. (Из записной книжки московского старожила).
- Картограф Александр Фомич Вельтман  // Московский журнал, 2000, № 5. С. 32—34. (Московский архив).
- Нижегородские землевладения Пушкиных (село Болдино и деревня Тимошева. Публикуется карта нижегородских владений Пушкиных, составленная по данным специальных геометрических планов межевого фонда РГАДА (Ф. 1354)) // Московский журнал, 2000, № 6. (Библиографические заметки и выписки).

2001
- К 175-летию проекта переустройства России // Живописная Россия, 2001, № 1. С. 2—4.  (недоступная ссылка)
- МГУ—МИИГАиК, история их контактов началась 14 мая 1779 г. // Изв. вузов. Геодезия и аэрофотосъёмка, 2001, № 6. С. 164—170.  (недоступная ссылка)
- Старые московские планы и новые названия (О первых рельефных картах и необходимости соблюдать культурную преемственность в этой области современным картографам) // Московский журнал, 2001, № 9. С. 62—64, 3-я стр. обл. (Топонимика).
- Земли блоковского Шахматова в конце XVIII века // Московский журнал, 2001, № 11. С. 46—47. (Исторический экскурс).

2002
- К 220-летию «открытия» Московской губернии // Московский журнал, 2002, № 7. С. 2—5. (Даты. События. Факты).
- О древнем Вяземском стане, и не только о нём. (Заметки по поводу катастрофического, на взгляд автора, снижения в России картографической культуры) // Московский журнал, 2002, № 11. С. 38—39. (Полемика)
- К 200-летию М. П. Вронченко // Геодезия и картография, 2002, № 3. С. 41—46.  (недоступная ссылка)
- Находка уникальной карты и причины её составления // Геодезия и картография, 2002, № 11. С. 48—53.
- Картографические результаты Генерального межевания Московской губернии // Вестник Моск. ун-та. География, 2002, № 6. С. 61—68.

2003
- Первая печатная карта Клинского уезда // Московский журнал, 2003, № 7. С.33—36. (Земля и люди).
- К 225-летию Московского Государственного университета геодезии и картографии // Геопрофи, 2003, № 2. С. 47—50.
- Картографические корни Измайлова // Геопрофи, 2003, № 4. С. 51—52.
- Петербургские земли на картах // Живописная Россия, 2003, № 2. С. 37—40, ил., карт.  (недоступная ссылка)

2004
- Свято-Даниловский Гринвич на Москве-реке // Наука и религия, 2004, № 2. С. 15.
- От межевой карты к геоинформатике // Московский журнал, 2004, № 5. С. 39—45. (Даты. События. Факты).
- Московский отсчёт высоты (Нивелирная марка 1877 года конструкции Д. П. Рашкова) // Московский журнал, 2004, № 12. С. 52—54. (Реликвии).
- Воссоздание и освящение нивелирной марки 1877 года // Геопрофи, 2004, № 5. С. 55—57.
- От Замосковного края к Московской области: [К 75-летию Московской области] // Подмосковный летописец, 2004, вып. 1. С. 10—17.

2005
- Определение сближения меридианов и склонения магнитной стрелки // Геопрофи, 2005, № 5. С. 56.
- «От Москвы 100 вёрст». Волоколамск на картах эпохи Средневековья // Подмосковный летописец, 2005, вып. 1 (3). С. 15—20.
- Первые русские географические словари. (О первых отечественных аннотированных перечнях географических объектов, начавших появляться в конце XVIII в.) // Московский журнал, 2005, № 10. С. 41—44. (Реликвии).

2006
- Первый географический словарь России // География в школе, 2006, № 2. С. 75—76. (Новые книги, карты, фильмы)
- Географические труды Дмитрия Ивановича Менделеева: (К 100-летию выхода в свет его последней книги) // География в школе, 2006, № 7. С. 30—36. (Люди науки)
- Границы древних станов Подмосковья (XVI—XVII вв.) // Вестник Моск. ун-та. География, 2006, № 4. С. 45—51.

2007
- Древнейшее картографическое изображение Коломны // Подмосковный летописец, 2007, вып. 2 (12). С. 21—24.

2008
- «…Для всенародной пользы учредить восемь губерний» // Подмосковный летописец, 2008, вып. 2 (16). С. 38—45.
- Находка русского географического чертежа прибалтийских земель // Геодезия и картография, 2008, № 8. С. 56—60.
- Картографическое заведение А. Ильина // Санкт-Петербург. Энциклопедия.
- Иконописные географические чертежи // Слово. Православный образовательный портал / Естествознание / География — 2008.

2009
- Менделеев как географ // Слово. Православный образовательный портал / Естествознание / История науки и техники — 22.03.2009
- Первый русский географический чертёж с числовыми значениями высот и глубин // Вестник Моск. ун-та. География, 2009. № 2.

## Звания и награды
- 1999 — награждён знаком «Отличник геодезии и картографии».
- 2002 — исследование В. С. Кусова «История познания земель Российских» на XV Московской международной книжной выставке-ярмарке (ММКВЯ-2002) было признано лучшей книгой года.
- 2008 — монография В. С. Кусова «Московское государство XVI—XVIII века. Сводный каталог русских географических чертежей», выпущенная издательством «Русскій міръ», на Всероссийском конкурсе региональной и краеведческой литературы «Малая Родина» заняла первое место.